# Pavao Hatz
Pavao Hatz (Zagreb, 15. veljače 1822. – 28. svibnja 1873.) ugledni građanin, trgovac i posjednik, gradonačelnik grada Zagreba od 1872. do 1873.

## Životopis
Sin je Pavla Hatza starijeg koji se iz Ugarske doselio u Zagreb 1808. godine.
Otac mu je također bio trgovac, međutim nije potekao iz imućne obitelji. Upravo zbog loše financijske situacije u kojoj se obitelj Hatz našla u Ugarskoj, Pavao Hatz stariji preselio se u Hrvatsku, točnije Zagreb. Pavao Hatz (sin) rođen je u Zagrebu 15. veljače 1822.
Završio je Klasičnu gimnaziju u Zagrebu 1836. godine.
Bavio se trgovinom i bio je jedan od najbogatijih Zagrepčana tog vremena. Izabran je 1872. godine za gradonačelnika Zagreba. Za njegova mandata dovršeno je uređenje Zrinjevca, osnovano Zagrebačko vatrogasno društvo, otvorene Hrvatska eskomptna banka i Zagrebačka pivovara.
Umro je 1873. godine te ga je na mjestu gradonačelnika naslijedio Stjepan Vrabčević.